# Shanti Roney
Shanti Ronei (Stoccolma, 24 novembre 1970) è un attore svedese, vincitore del premio Guldbagge come miglior attore non protagonista nel 2000.

## Biografia
Cresciuto in una comune di sinistra alternativa, ha vissuto con la famiglia, padre inglese, madre svedese e due fratelli, fino all'inizio delle scuole superiori. Attore teatrale di successo, debutta in età giovanile al cinema, nel 1986.

## Filmografia parziale

### Attore

#### Cinema
- Vägen ut, regia di Daniel Lind Lagerlöf (1999)
- Together (Tillsammans), regia di Lukas Moodysson (2000)
- As White as in Snow (Så vit som en snö), regia di Jan Troell (2001)
- Rapina a Stoccolma (Stockholm), regia di Robert Budreau (2018)
- Diorama, regia di Tuva Novotny (2022)

#### Televisione
- Quicksand - serie TV, 5 episodi (2019)

### Doppiatore
- Metropia, regia di Tarik Saleh (2009)

## Doppiatori italiani
Nelle versioni in italiano dei suoi film, Shanti Roney è stato doppiato da:
- Andrea Ward in Diorama
- Dario Oppido in Rapina a Stoccolma

## Riconoscimenti
- Guldbagge
  - 2000 - Miglior attore non protagonista per Vägen ut
- Litteris et Artibus